# Ландсат програм
Ландсат програм је најстарији постојећи систем за снимање Земље из свемира.
Први сателит мисије Ландсат лансиран је 1972. године, док је последњи, Ландсат 7, лансиран 15. априла 1999. године. Инструменти на Ландсатовим сателитима до сада су снимили милионе снимака. Ови снимци, који су архивирани у Сједињеним државама и Ландсатовим земаљским станицама, које се налазе широм света, јединствен су извор глобалне промене у истраживању и примени снимака у геодезији, пољопривреди, картографији, геологији, шумарству, просторном планирању, надгледању, едукацији и националној безбедности. Сателит Ландсат 7 има осам спектралних канала са просторном резолуцијом која варира од 15 до 60 m. 

## Хронолошки преглед летова
| Сателит   | Датум лансирања  | Датум престанка рада        |
| --------- | ---------------- | --------------------------- |
| Ландсат 1 | 23. јул 1972.    | 1978                        |
| Ландсат 2 | 22. јануар 1975. | 1981                        |
| Ландсат 3 | 5. март 1978.    | 1983                        |
| Ландсат 4 | 16. јул 1982.    | 1993                        |
| Ландсат 5 | 1. март 1984.    | и даље у функцији           |
| Ландсат 6 | 5. октобар 1993. | није достигао висину орбите |
| Ландсат 7 | 15. април 1999.  | и даље у функцији           |